# Игита, Серхио
Серхио Андрес Игита Гарсия (исп. Sergio Andrés Higuita García; род. 1 августа 1997, Медельин, Колумбия) — колумбийский профессиональный шоссейный велогонщик. С 2022 года выступает за команду мирового тура «Bora-Hansgrohe».

## Достижения
2016
9-й Тур Жиронды — Генеральная классификация
10-й Prueba Villafranca de Ordizia
2017
1-й  Вуэльта Астурии — Молодёжная классификация
2018
9-й Классика Примавера
9-й Вуэльта Кастилии и Леона — Генеральная классификация
9-й Тур Китая I — Генеральная классификация
1-й  — Горная классификация
2019
1-й  Вуэльта Валенсии — Молодёжная классификация
2-й Тур Калифорнии
3-й Гран-при Мигеля Индурайна
4-й Классика Примавера
4-й Trofeo Serra de Tramuntana
5-й Волта Алентежу
1-й на этапе 4
6-й Trofeo Campos, Porreres, Felanitx, Ses Salines
7-й Вуэльта Андалусии — Генеральная классификация
2020
1-й  Тур Колумбии
2022
2-й Тур Швейцарии